# 12a Mostra Internacional de Cinema de Venècia
La 12a Mostra Internacional de Cinema de Venècia va tenir lloc del 20 d'agost al 10 de setembre de 1951.

## Jurat
- Mario Gromo[2]
- Antonio Baldini
- Ermanno Contini
- Fabrizio Dentice
- Piero Gadda Conti
- Vinicio Marinucci
- Gian Gaspare Napolitano
- Gian Luigi Rondi
- Giorgio Vigolo

## Pel·lícules en competició
| Títol                         | Director(s)                                   | País de producció |
| ----------------------------- | --------------------------------------------- | ----------------- |
| Alice in Wonderland           | Clyde Geronimi Wilfred Jackson Hamilton Luske | Estats Units      |
| Ace in the Hole               | Billy Wilder                                  | Estats Units      |
| Rashōmon ('羅生門)            | Akira Kurosawa                                | Japó              |
| Born Yesterday                | George Cukor                                  | Estats Units      |
| Fourteen Hours                | Henry Hathaway                                | Estats Units      |
| Journal d'un curé de campagne | Robert Bresson                                | França            |
| The Lavender Hill Mob         | Charles Crichton                              | Regne Unit        |
| Murder in the Cathedral       | George Hoellering                             | Regne Unit        |
| La Nuit est mon royaume       | Georges Lacombe                               | França            |
| The River                     | Jean Renoir                                   | França            |
| A Streetcar Named Desire      | Elia Kazan                                    | Estats Units      |
| Teresa                        | Fred Zinnemann                                | Estats Units      |

## Premis
- Lleó d'Or
  - Millor pel·lícula - Rashōmon (Akira Kurosawa)
- Millor pel·lícula italiana 
  - La città si difende (Pietro Germi)
- Premi especial del jurat
  - A Streetcar Named Desire (Elia Kazan)
- Copa Volpi
  - Millor Actor - Jean Gabin (La Nuit est mon royaume)
  - Millor Actriu - Vivien Leigh (A Streetcar Named Desire)
- Premi Osella
  - Millor guió original - T. E. B. Clarke (The Lavender Hill Mob)
  - Millor fotografia - Léonce-Henri Burel (Journal d'un curé de campagne)
  - Millor música original - Hugo Friedhofer (Ace in the Hole)
- Premi Internacional 
  - Journal d'un curé de campagne (Robert Bresson)
  - Le Fleuve (Jean Renoir)
  - Ace in the Hole (Billy Wilder)
- Premi OCIC 
  - Journal d'un curé de campagne (Robert Bresson)
- Premi dels Crítics de Cinema italià 
  - Rashōmon (Akira Kurosawa)

Journal d'un curé de campagne (Robert Bresson)
- Premi especial
  - Murder in the Cathedral (Peter Pendrey) (pel millor disseny de producció)